# کاندلاریا فیگوردو
کاندلاریا فیگوردو (انگلیسی: Candelaria Figueredo؛ ۱۱ دسامبر ۱۸۵۲ – ۱۹ ژانویهٔ ۱۹۱۴) اهل کوبا بود. او یک وطن‌پرست بود که برای استقلال کوبا از دست اسپانیا مبارزه کرد.

## زندگی
کاندلاریا فیگوردو دختر یک وکیل و آهنگساز به نام پروچو فیگوردو بود که به عنوان یک کوبایی ناسیونالیست علیه اسپانیا برای استقلال کوبا در سال ۱۸۶۸ جنگید.
او در اکتبر ۱۸۶۸ به مبارزه پیوست و در آن موقع تنها ۱۶ سال داشت و پدرش از او خواست که در جنگ بایامو پرچم کوبا را به دست بگیرد. کاندلاریا علی‌رغم خطراتی که این کار داشت، مشتاقانه پذیرفت و سوار بر اسبی سفید و در حالیکه پرچم جدید را در دست داشت وارد شهر شد. یک نیروی گسترده اسپانیایی در سال ۱۸۶۹ مجدد شهر بایامو رو بازپس گرفت و او به همراه خانواده اش به سیرا ماسترا فرار کردند.
روز ۱۵ ژوئیه ۱۸۷۱ او به همراه خواهر ۱۴ ساله و برادر ۱۲ ساله اش توسط نیروهای اسپانیایی دستگیر شد، آنها در قلعه فورترس زندانی و در همان‌جا مورد بازجویی قرار گرفتند. در ۱۷ اکتبر ۱۸۷۱ به کاندلاریا و خواهر و برادرش دستور داده شده که کوبا را ترک کنند و در غیر اینصورت به جزیره‌ای تبعید می‌شوند. علیرغم وجود هوای طوفانی و خطراتی که درپیش بود، آنها با کشتی از دریا گذشته و کوبا را ترک کردند و به همراه مادرش به آمریکا فلوریدا رفتند. در آنجا او خبر کشته شدن پدر و برادرش را در جریان جنگ شنید. سال ۱۹۰۱ بعد از جنگ اسپانیا- آمریکا، وی به همراه همسرش به کوبا برگشت. درآنجا پرچم کوبا را بر فراز صخره دل مورو، برافراشته دید.

## درگذشت
کاندلاریا فیگوردو در سال ۱۹۱۴ درگذشت و در مراسم خاکسپاری وی نیروی کامل نظامی حضور پیدا کرده و به او ادای احترام کردند. تابوت او را با پرچمی که خودش ۴۵ سال پیش بر فراز بایامو افراشته بود، پوشاندند.